# فرودگاه باجورا
فرودگاه باجورا (به انگلیسی: Bajura Airport) یک فرودگاه همگانی با کد یاتا BJU است . این فرودگاه در کشور نپال قرار دارد و در ارتفاع ۱۳۱۱ متری از سطح دریا واقع شده‌است.

## شرکت‌های هواپیمایی و مقصدهای پروازی
| شرکت‌های هواپیمایی | مقصدهای پروازی |
| ----------------- | -------------- |
| نپال ایرلاینز     | نپالگونج       |
| Simrik Airlines   | نپالگونج       |